# Rhagoletis alternata
Rhagoletis alternata is een vlieg uit de familie van de boorvliegen (Tephritidae). De wetenschappelijke naam van de soort werd als Tephritis alternata in 1814 gepubliceerd door Carl Fredrik Fallen.